# Jáuregui, Guanajuato
Jauregui är en ort i Mexiko.   Den ligger i kommunen Celaya och delstaten Guanajuato, i den centrala delen av landet, 210 km nordväst om huvudstaden Mexico City. Jauregui ligger 1 775 meter över havet och antalet invånare är 1 369.
Terrängen runt Jauregui är platt åt sydväst, men åt nordost är den kuperad. Runt Jauregui är det ganska tätbefolkat, med 149 invånare per kvadratkilometer. Närmaste större samhälle är Celaya, 12,6 km sydväst om Jauregui. Trakten runt Jauregui består till största delen av jordbruksmark.